# Izu Ōshima
Izu Ōshima (伊豆大島 (Y Đậu đại đảo) Izu-ōshima) là một hòn đảo núi lửa thuộc quần đảo Izu ở Biển Philippines, ngoài khơi bờ biển Honshū, Nhật Bản. Izu Ōshima cách phía đông bán đảo Izu 22 km (14 mi) và cách phía tây nam của bán đảo Boso 36 km (22 mi). Cùng với các đảo khác trong quần đảo Izu, Izu Ōshima là một phần của Vườn quốc gia Fuji-Hakone-Izu. Izu Ōshima có diện tích 91.06 km², là đảo lớn và gần với Tokyo nhất, bao gồm cả quần đảo Ogasawara.

## Địa chất

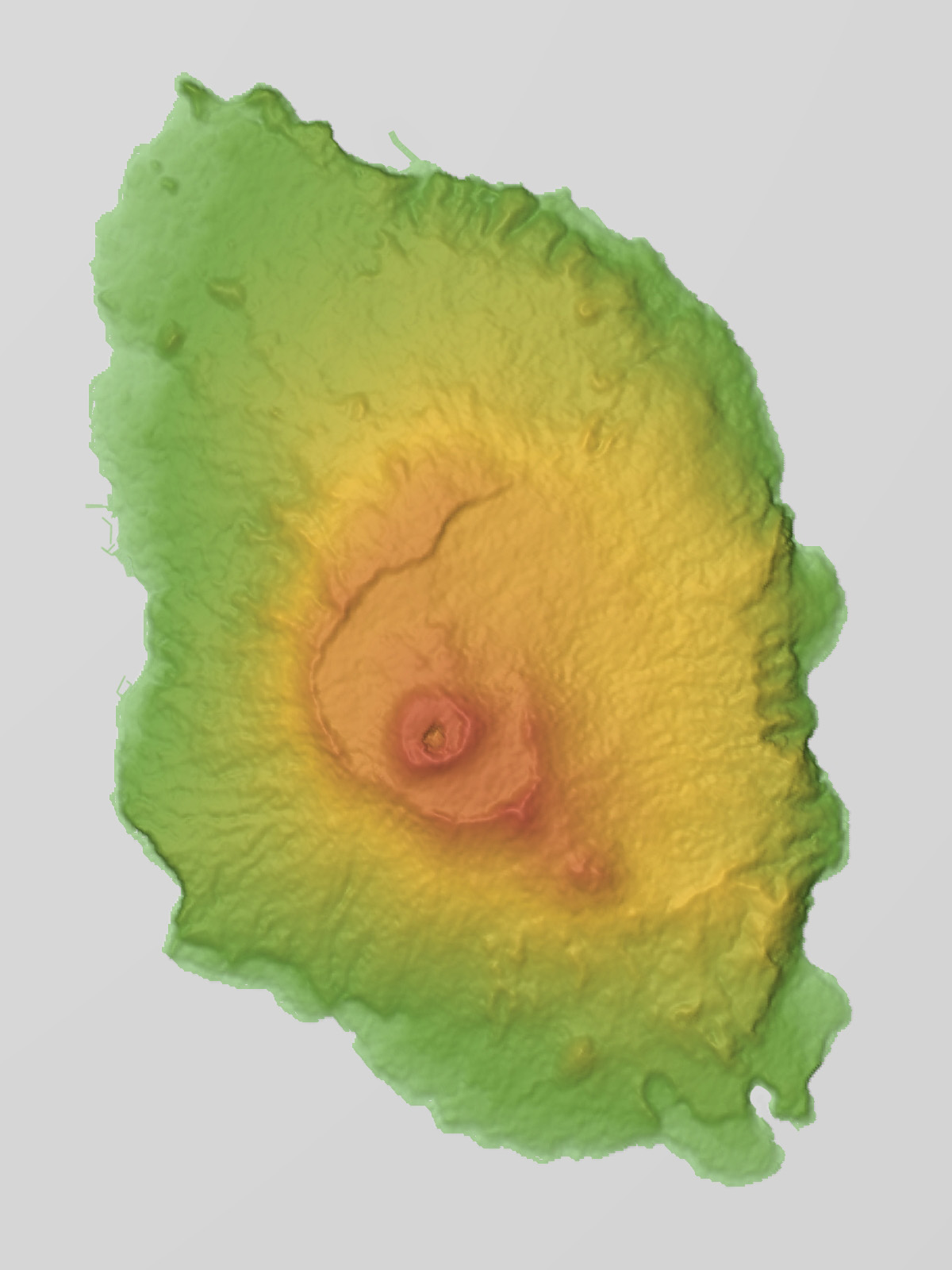
Lát cắt địa hình

Hòn đảo này là một núi lửa dạng tầng có hình bazan nón tổng hợp, niên đại từ cuối thế Pleistocene, khoảng 10.000 đến 15.000 năm trước. Nó mọc lên từ đáy đại dương với độ sâu nằm trong khoảng 300 và 400 mét (984 và 1.312 ft). Hòn đảo này có đường bờ biển gần như hình tròn với chiều dài khoảng 52 kilômét (32 mi). Cao nhất là Núi Mihara (三原山 Mihara-san), là một ngọn núi lửa đang hoạt động với độ cao 758 mét (2.487 ft). Ngọn núi đã được ghi nhận là phun trào nhiều lần trong lịch sử và được đề cập từ thời kỳ Nara trong các ghi chép.
Các vụ phun trào lớn xảy ra vào năm 1965 và 1986, buộc người dân phải sơ tán tạm thời. Lần phun trào cuối cùng được ghi nhận là vào năm 1990.

## Khí hậu
Izu Ōshima có khí hậu cận nhiệt đới ẩm (theo Phân loại khí hậu Köppen) với mùa hè ấm áp và mùa đông mát mẻ. Lượng mưa dồi dào trong suốt cả năm, nhưng có phần thấp hơn vào mùa đông so với thời gian còn lại của năm.
| Dữ liệu khí hậu của Izu Ōshima                  | Dữ liệu khí hậu của Izu Ōshima | Dữ liệu khí hậu của Izu Ōshima | Dữ liệu khí hậu của Izu Ōshima | Dữ liệu khí hậu của Izu Ōshima | Dữ liệu khí hậu của Izu Ōshima | Dữ liệu khí hậu của Izu Ōshima | Dữ liệu khí hậu của Izu Ōshima | Dữ liệu khí hậu của Izu Ōshima | Dữ liệu khí hậu của Izu Ōshima | Dữ liệu khí hậu của Izu Ōshima | Dữ liệu khí hậu của Izu Ōshima | Dữ liệu khí hậu của Izu Ōshima | Dữ liệu khí hậu của Izu Ōshima |
| Tháng                                           | 1                              | 2                              | 3                              | 4                              | 5                              | 6                              | 7                              | 8                              | 9                              | 10                             | 11                             | 12                             | Năm                            |
| ----------------------------------------------- | ------------------------------ | ------------------------------ | ------------------------------ | ------------------------------ | ------------------------------ | ------------------------------ | ------------------------------ | ------------------------------ | ------------------------------ | ------------------------------ | ------------------------------ | ------------------------------ | ------------------------------ |
| Cao kỉ lục °C (°F)                              | 20.9 (69.6)                    | 20.0 (68.0)                    | 21.8 (71.2)                    | 25.5 (77.9)                    | 28.4 (83.1)                    | 32.3 (90.1)                    | 34.3 (93.7)                    | 34.1 (93.4)                    | 33.7 (92.7)                    | 29.7 (85.5)                    | 24.8 (76.6)                    | 23.1 (73.6)                    | 34.3 (93.7)                    |
| Trung bình ngày tối đa °C (°F)                  | 10.7 (51.3)                    | 11.2 (52.2)                    | 13.5 (56.3)                    | 18.0 (64.4)                    | 21.5 (70.7)                    | 24.0 (75.2)                    | 27.1 (80.8)                    | 29.2 (84.6)                    | 26.2 (79.2)                    | 21.5 (70.7)                    | 17.4 (63.3)                    | 13.3 (55.9)                    | 19.5 (67.1)                    |
| Trung bình ngày °C (°F)                         | 7.3 (45.1)                     | 7.4 (45.3)                     | 9.9 (49.8)                     | 14.2 (57.6)                    | 17.9 (64.2)                    | 20.8 (69.4)                    | 24.1 (75.4)                    | 25.7 (78.3)                    | 23.0 (73.4)                    | 18.5 (65.3)                    | 14.2 (57.6)                    | 9.9 (49.8)                     | 16.1 (61.0)                    |
| Tối thiểu trung bình ngày °C (°F)               | 3.7 (38.7)                     | 3.4 (38.1)                     | 6.2 (43.2)                     | 10.3 (50.5)                    | 14.5 (58.1)                    | 18.1 (64.6)                    | 21.8 (71.2)                    | 23.1 (73.6)                    | 20.5 (68.9)                    | 15.7 (60.3)                    | 11.0 (51.8)                    | 6.2 (43.2)                     | 12.9 (55.2)                    |
| Thấp kỉ lục °C (°F)                             | −2.8 (27.0)                    | −4.0 (24.8)                    | −1.9 (28.6)                    | 0.1 (32.2)                     | 6.4 (43.5)                     | 10.4 (50.7)                    | 12.4 (54.3)                    | 16.0 (60.8)                    | 12.4 (54.3)                    | 7.2 (45.0)                     | 3.0 (37.4)                     | −3.0 (26.6)                    | −4.0 (24.8)                    |
| Lượng Giáng thủy trung bình mm (inches)         | 130.5 (5.14)                   | 146.9 (5.78)                   | 258.2 (10.17)                  | 238.7 (9.40)                   | 259.8 (10.23)                  | 337.8 (13.30)                  | 246.5 (9.70)                   | 231.0 (9.09)                   | 353.1 (13.90)                  | 329.0 (12.95)                  | 194.9 (7.67)                   | 100.8 (3.97)                   | 2.827,2 (111.3)                |
| Độ ẩm tương đối trung bình (%)                  | 64                             | 65                             | 69                             | 75                             | 79                             | 84                             | 87                             | 86                             | 83                             | 77                             | 73                             | 67                             | 76                             |
| Số giờ nắng trung bình tháng                    | 149.4                          | 130.9                          | 149.0                          | 148.3                          | 167.5                          | 110.0                          | 127.2                          | 170.3                          | 115.0                          | 117.5                          | 125.6                          | 145.3                          | 1.656                          |
| Nguồn 1: Japan Meteorological Agency (averages) |                                |                                |                                |                                |                                |                                |                                |                                |                                |                                |                                |                                |                                |
| Nguồn 2: Japan Meteorological Agency (records)  |                                |                                |                                |                                |                                |                                |                                |                                |                                |                                |                                |                                |                                |

## Hành chính
Tiểu khu Ōshima của chính quyền Tokyo Metropolitan chịu trách nhiệm quản lý hòn đảo.Thị trấn Ōshima (大島町 Ōshima-machi) đóng vai trò là chính quyền địa phương của hòn đảo.
Thị trấn Ōshima bao gồm sáu thôn truyền thống là Okata (岡田), Motomachi (元町), Senzu, Nomashi, Sashikiji và Habuminato (波浮港), với Motomachi là trung tâm hành chính.

## Giao thông

### Đường biển
Izu Ōshima là một điểm đến phổ biến cho khách du lịch do gần với Tokyo và Shizuoka. Có thể đến hòn đảo này bằng phà, khởi hành từ bến tàu Takeshiba Sanbashi, gần khu kinh doanh và thương mại Hamamatsuchō, Minato, Tokyo đến Cảng Motomachi. Phà cũng khởi hành từ Atami ở Shizuoka đến Cảng Motomachi. Cả hai làn đều do Tōkai Kisen điều hành

### Đường hàng không
Có một số chuyến bay mỗi ngày từ Sân bay Ōshima trên đảo đến Sân bay quốc tế Tokyo, Sân bay Hachijojima và Sân bay Chōfu ở Chōfu.

## Trong văn hóa
Núi Mihara và Izu Ōshima trong The Return of Godzilla, là địa điểm mà JSDF đã bẫy thành công Godzilla sau khi dụ nó đến miệng núi lửa, sau đó các quả bom đã được kích nổ, khiến nó rơi xuống ngọn núi lửa chứa đầy magma. Núi Mihara lại xuất hiện trong phần tiếp theo trực tiếp, Godzilla vs. Biollante, trong đó Godzilla được thả ra khi núi lửa phun trào.
Núi Mihara và Izu Ōshima cũng xuất hiện trong Ring của Suzuki Koji và phim chuyển thể của nó như những địa điểm quan trọng cho câu chuyện.
Trong dòng Pokémon, Đảo Cinnabar dựa trên hình ảnh của Izu Ōshima.
Trong anime Vividred Operation, Izu Ōshima là quê nhà của một số nhân vật chính.

## Hình ảnh

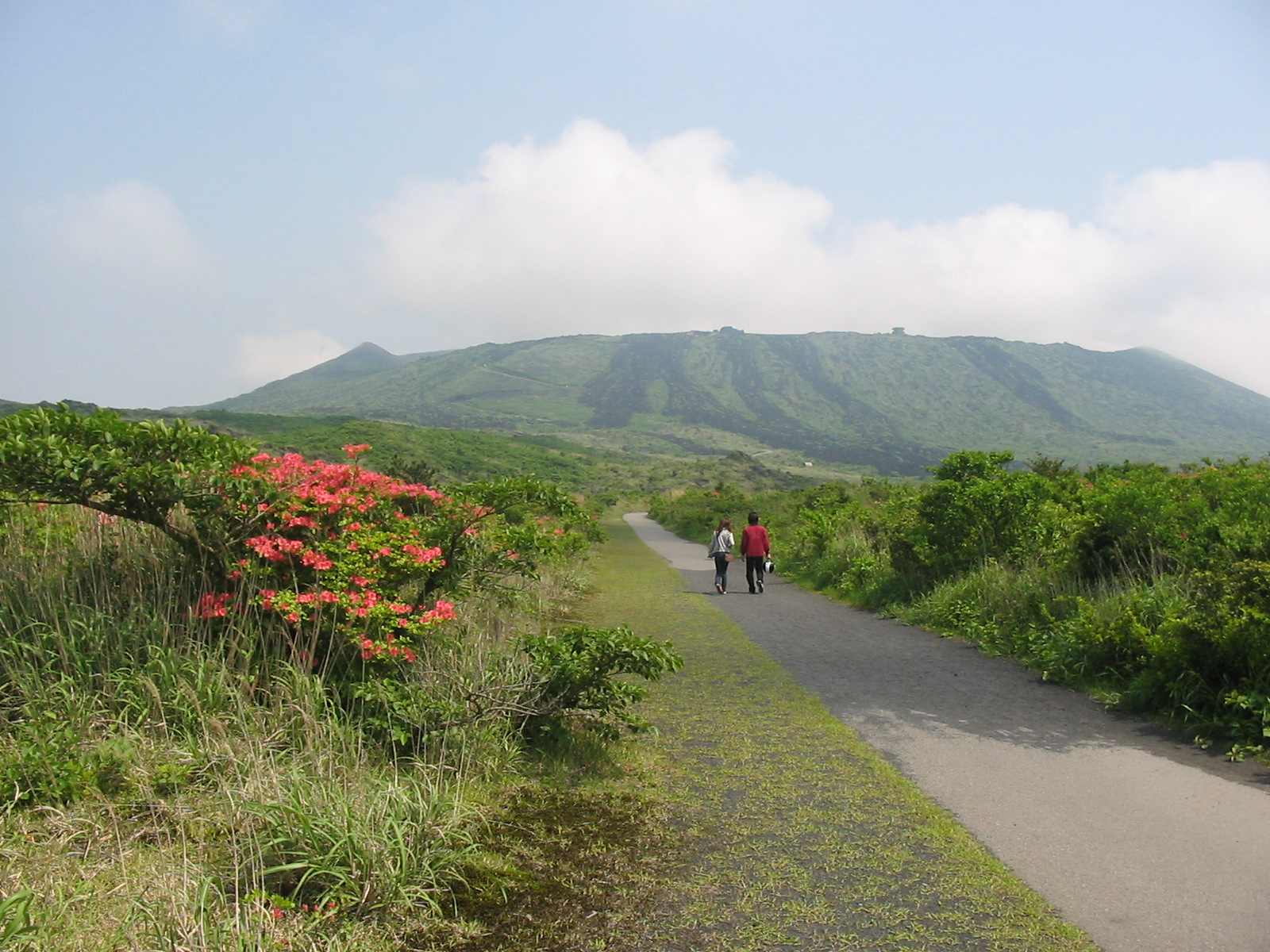
Núi Mihara với hoa đỗ quyên ở phía trước
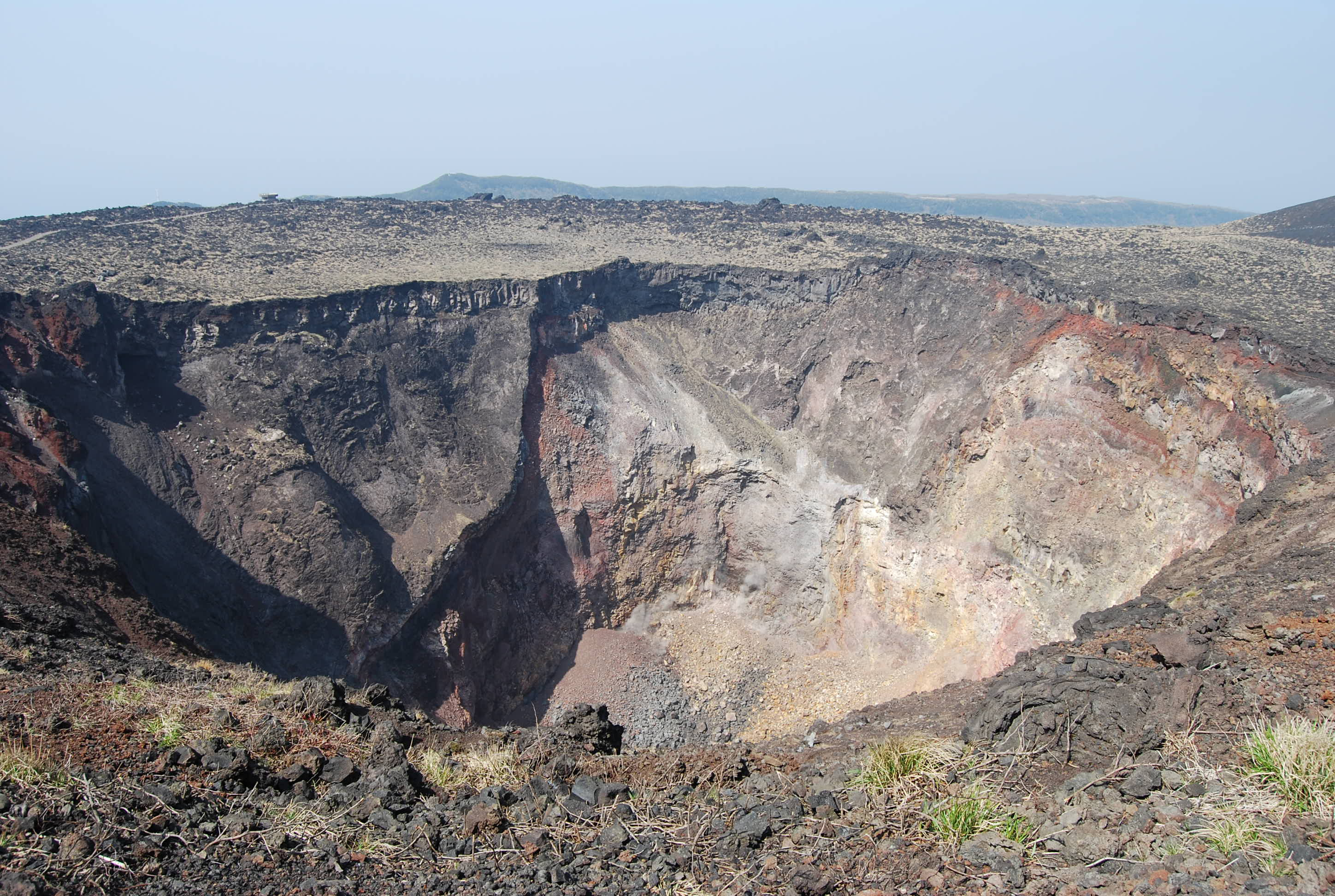
Miệng núi lửa
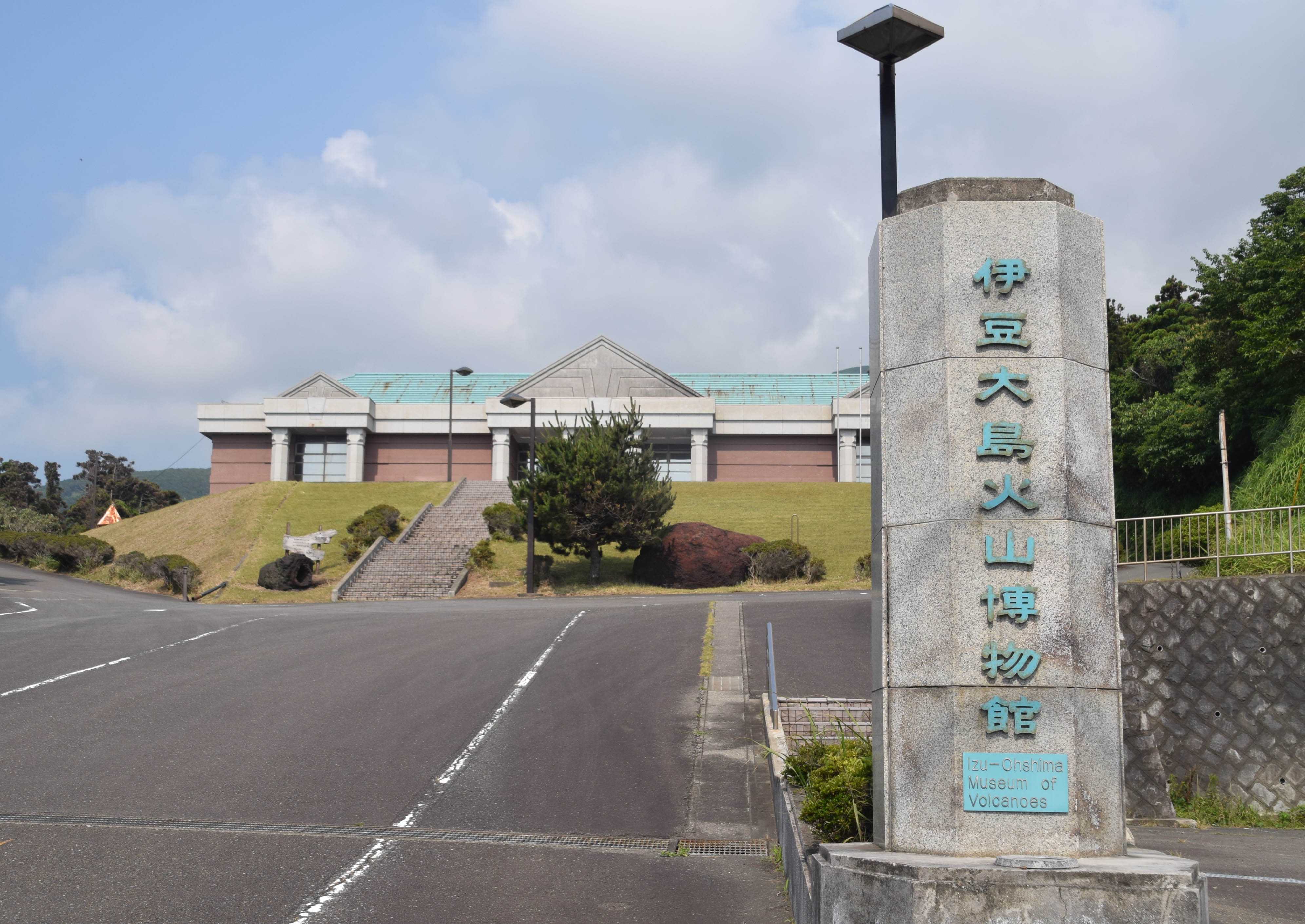
Bảo tàng núi lửa Izu Oshima, Motomachi, Ōshima, Tokyo